# Pang Adventures
Pang Adventures est un jeu vidéo d'action et de réflexion développé par Pastagames et édité par Dotemu, sorti en 2016 sur Windows, Nintendo Switch, PlayStation 4, Xbox One, iOS et Android.